# Ciclismo nos Jogos Olímpicos de Verão de 2024 - Keirin feminino
A prova do keirin feminino do ciclismo nos Jogos Olímpicos de Verão de 2024 ocorreu em 7 e 8 de agosto de 2024 no Velódromo de Saint-Quentin-en-Yvelines, em Montigny-le-Bretonneux. Um total de 30 ciclistas de 16 Comitês Olímpicos Nacionais (CON) participaram do evento.

## Qualificação
Cada Comitê Olímpico Nacional (CON) poderia inscrever duas ciclistas no keirin feminino. As vagas são atribuídas ao CON, que seleciona as ciclistas. A qualificação se deu inteiramente através do ranking olímpico da União Ciclística Internacional (UCI) de 2022–24. Os oito primeiros CONs que se qualificaram ao evento de velocidade por equipe também receberam o direito de inscrever duas ciclistas cada na velocidade individual e no keirin. Os CONs que qualificam uma ciclista no ranking da velocidade também poderiam incluí-la no keirin. Outras sete vagas foram alocadas individualmente por meio do ranking, sendo que cada um dos cinco continentes deveria estar representado.

## Formato
As corridas de keirin envolvem até 6 ciclistas cada no formato olímpico. As ciclistas seguem uma motocicleta por 3 voltas (750 m); a motocicleta então se afasta e as ciclistas correm por mais 3 voltas. A motocicleta parte a 30 km/h e aumenta a velocidade para 50 km/h antes de se retirar.
A competição consiste em quatro rodadas principais e uma repescagem:
- Primeira fase: cinco baterias de 6 ciclistas cada. As duas melhores em cada bateria (10 no total) avançam para as quartas de final; todas as outras (20 ciclistas) vão para a repescagem.
- Repescagem: quatro baterias de 5 ciclistas cada. As duas melhores em cada bateria (8 no total) se juntam as vencedoras da primeira fase nas quartas de final. As outras 12 ciclistas são eliminadas.
- Quartas de final: três baterias de 6 ciclistas cada. As quatro melhores em cada bateria (12 no total) avançam para as semifinais. As 6 ciclistas restantes são eliminadas.
- Semifinais: duas baterias de 6 ciclistas cada. As três melhores em cada semifinal (6 no total) avançam para a final A; as 3 últimas ciclistas de cada semifinal vão para a final B, fora da disputa por medalhas.
- Finais: são realizadas duas finais. A final A consiste nas seis melhores ciclistas definindo as medalhas. A final B classifica as próximas 6 ciclistas do 7º ao 12º lugar.

## Calendário
Horário local (UTC+2)
| Data                | Hora              | Fase                               |
| ------------------- | ----------------- | ---------------------------------- |
| 7 de agosto de 2024 | 13:26 15:10       | Primeira rodada Repescagem         |
| 8 de agosto de 2024 | 17:18 18:15 19:01 | Quartas de final Semifinais Finais |

## Medalhistas
| Ouro   | NZL Ellesse Andrews   |
| Prata  | NED Hetty van de Wouw |
| Bronze | GBR Emma Finucane     |

## Resultados

### Primeira rodada
As duas primeiras de cada bateria avançam para as quartas de final e as restantes para a repescagem.

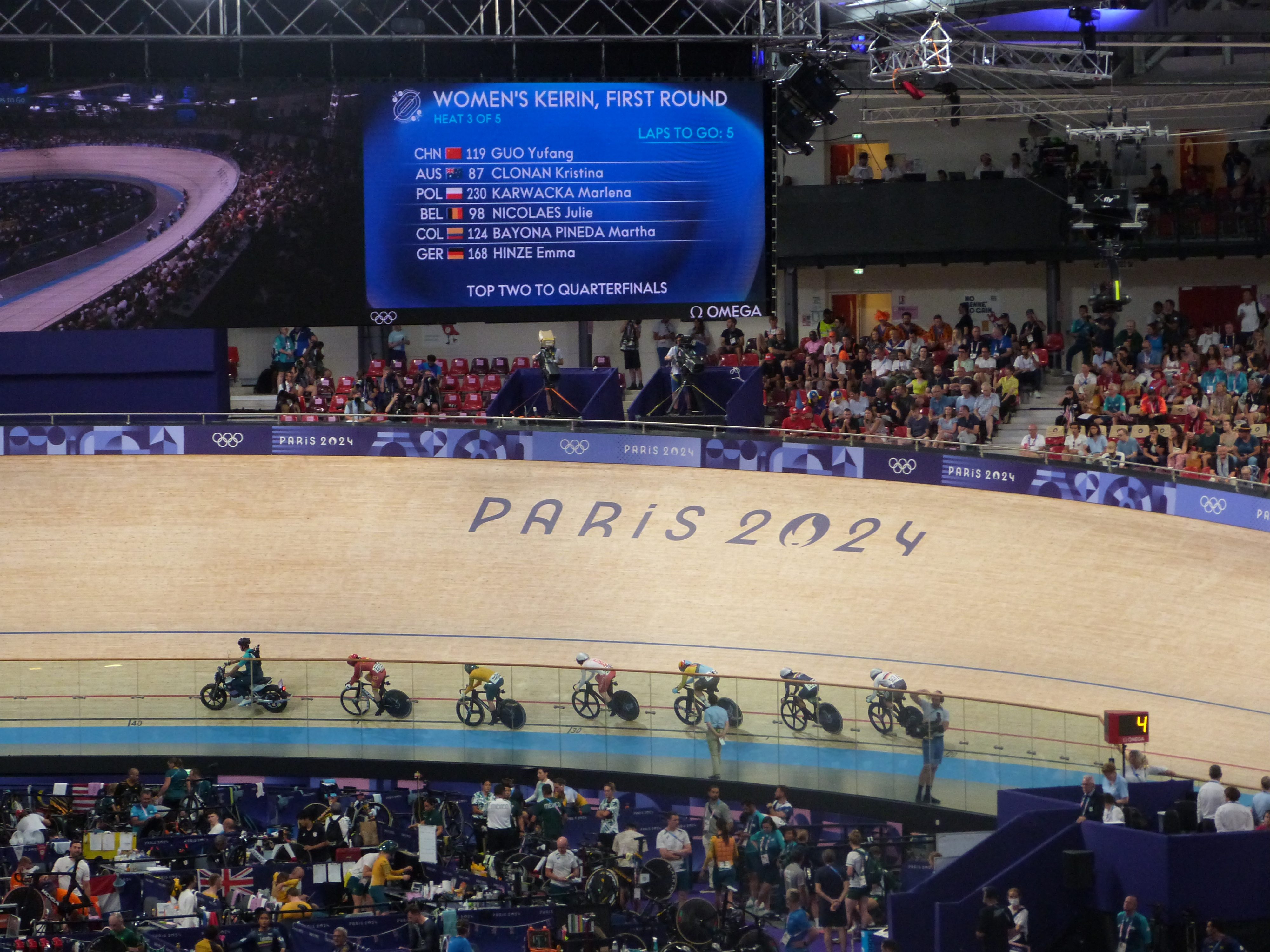
Ciclistas durante a terceira bateria da primeira rodada

Bateria 1
| Pos. | Ciclista        | CON               | Intervalo | Notas |
| ---- | --------------- | ----------------- | --------- | ----- |
| 1    | Ellesse Andrews | NZL Nova Zelândia |           | QF    |
| 2    | Mathilde Gros   | FRA França        | +0.014    | QF    |
| 3    | Katy Marchant   | GBR Grã-Bretanha  | +0.021    | R     |
| 4    | Daniela Gaxiola | MEX México        | +0.075    | R     |
| 5    | Urszula Łoś     | POL Polônia       | +0.261    | R     |
| 6    | Ese Ukpeseraye  | NGR Nigéria       | +2.129    | R     |

Bateria 2
| Pos. | Ciclista          | CON               | Intervalo | Notas |
| ---- | ----------------- | ----------------- | --------- | ----- |
| 1    | Hetty van de Wouw | NED Países Baixos |           | QF    |
| 2    | Yuan Liying       | CHN China         | +0.108    | QF    |
| 3    | Miriam Vece       | ITA Itália        | +0.236    | R     |
| 4    | Lauriane Genest   | CAN Canadá        | +0.236    | R     |
| 5    | Riyu Ohta         | JPN Japão         | +0.381    | R     |
| 6    | Yuli Verdugo      | MEX México        | +0.381    | R     |

Bateria 3
| Pos. | Ciclista         | CON           | Intervalo | Notas |
| ---- | ---------------- | ------------- | --------- | ----- |
| 1    | Emma Hinze       | GER Alemanha  |           | QF    |
| 2    | Guo Yufang       | CHN China     | +0.087    | QF    |
| 3    | Marlena Karwacka | POL Polônia   | +0.087    | R     |
| 4    | Kristina Clonan  | AUS Austrália | +0.160    | R     |
| 5    | Julie Nicolaes   | BEL Bélgica   | +0.204    | R     |
| 6    | Martha Bayona    | COL Colômbia  | +0.266    | R     |

Bateria 4
| Pos. | Ciclista             | CON               | Intervalo | Notas |
| ---- | -------------------- | ----------------- | --------- | ----- |
| 1    | Nicky Degrendele     | BEL Bélgica       |           | QF    |
| 2    | Mina Sato            | JPN Japão         | +0.005    | QF    |
| 3    | Steffie van der Peet | NED Países Baixos | +0.108    | R     |
| 4    | Kelsey Mitchell      | CAN Canadá        | +0.172    | R     |
| 5    | Rebecca Petch        | NZL Nova Zelândia | +0.260    | R     |
| 6    | Chloe Moran          | AUS Austrália     | +1.065    | R     |

Bateria 5
| Pos. | Ciclista                     | CON              | Intervalo | Notas |
| ---- | ---------------------------- | ---------------- | --------- | ----- |
| 1    | Emma Finucane                | GBR Grã-Bretanha |           | QF    |
| 2    | Lea Friedrich                | GER Alemanha     | +0.087    | QF    |
| 3    | Taky Marie-Divine Kouamé     | FRA França       | +0.631    | R     |
| 4    | Nurul Izzah Izzati Mohd Asri | MAS Malásia      | +0.729    | R     |
| 5    | Stefany Cuadrado             | COL Colômbia     | +0.862    | R     |
| 6    | Sara Fiorin                  | ITA Itália       | +0.960    | R     |

### Repescagem
As duas primeiras de cada bateria avançam para as quartas de final; as restantes são eliminadas.

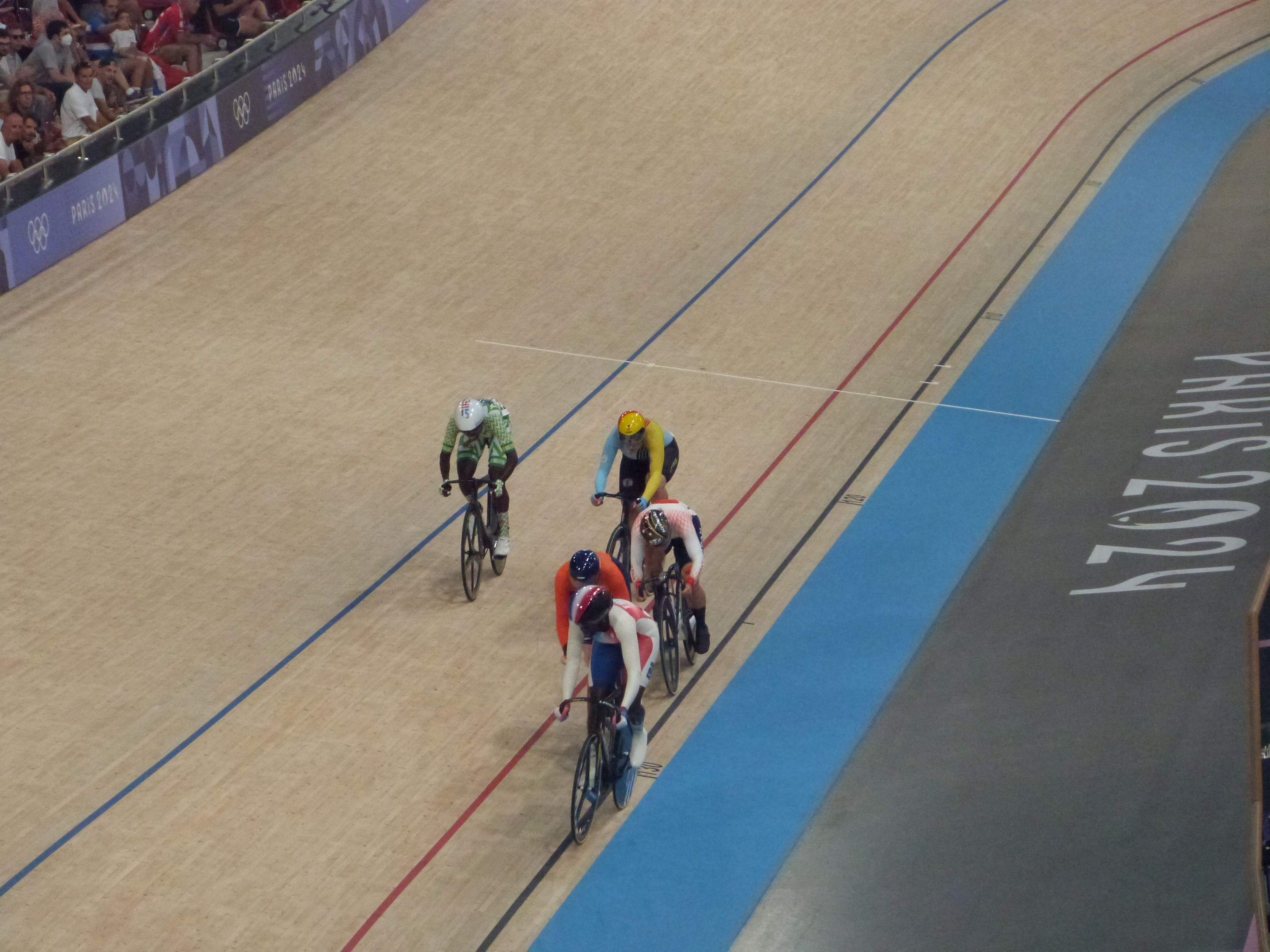
Disputa da quarta bateria da repescagem

Bateria 1
| Pos. | Ciclista                     | CON              | Intervalo | Notas |
| ---- | ---------------------------- | ---------------- | --------- | ----- |
| 1    | Kelsey Mitchell              | CAN Canadá       |           | QF    |
| 2    | Katy Marchant                | GBR Grã-Bretanha | +0.014    | QF    |
| 3    | Nurul Izzah Izzati Mohd Asri | MAS Malásia      | +0.041    |       |
| 4    | Martha Bayona                | COL Colômbia     | +0.094    |       |
| 5    | Yuli Verdugo                 | MEX México       | +0.186    |       |

Bateria 2
| Pos. | Ciclista         | CON           | Intervalo | Notas |
| ---- | ---------------- | ------------- | --------- | ----- |
| 1    | Kristina Clonan  | AUS Austrália |           | QF    |
| 2    | Daniela Gaxiola  | MEX México    | +0.124    | QF    |
| 3    | Miriam Vece      | ITA Itália    | +0.180    |       |
| 4    | Stefany Cuadrado | COL Colômbia  | +0.305    |       |
| 5    | Urszula Łoś      | POL Polônia   | +0.971    |       |

Bateria 3
| Pos. | Ciclista         | CON               | Intervalo | Notas |
| ---- | ---------------- | ----------------- | --------- | ----- |
| 1    | Lauriane Genest  | CAN Canadá        |           | QF    |
| 2    | Rebecca Petch    | NZL Nova Zelândia | +0.042    | QF    |
| 3    | Marlena Karwacka | POL Polônia       | +0.338    |       |
| 4    | Chloe Moran      | AUS Austrália     | +0.367    |       |
| 5    | Sara Fiorin      | ITA Itália        | +0.488    |       |

Bateria 4
| Pos. | Ciclista                 | CON               | Intervalo | Notas |
| ---- | ------------------------ | ----------------- | --------- | ----- |
| 1    | Riyu Ohta                | JPN Japão         |           | QF    |
| 2    | Steffie van der Peet     | NED Países Baixos | +0.028    | QF    |
| 3    | Julie Nicolaes           | BEL Bélgica       | +0.135    |       |
| 4    | Ese Ukpeseraye           | NGR Nigéria       | +0.584    |       |
| 5    | Taky Marie-Divine Kouamé | FRA França        | +0.589    |       |

### Quartas de final
As quatro melhores de cada bateria avançam para as semifinais; as restantes são eliminadas.
Bateria 1
| Pos. | Ciclista             | CON               | Intervalo | Notas |
| ---- | -------------------- | ----------------- | --------- | ----- |
| 1    | Lea Friedrich        | GER Alemanha      |           | SF    |
| 2    | Ellesse Andrews      | NZL Nova Zelândia | +0.020    | SF    |
| 3    | Nicky Degrendele     | BEL Bélgica       | +0.070    | SF    |
| 4    | Steffie van der Peet | NED Países Baixos | +0.127    | SF    |
| 5    | Yuan Liying          | CHN China         | +0.142    |       |
| 6    | Kristina Clonan      | AUS Austrália     | +0.249    |       |

Bateria 2
| Pos. | Ciclista          | CON               | Intervalo | Notas |
| ---- | ----------------- | ----------------- | --------- | ----- |
| 1    | Hetty van de Wouw | NED Países Baixos |           | SF    |
| 2    | Emma Finucane     | GBR Grã-Bretanha  | +0.020    | SF    |
| 3    | Rebecca Petch     | NZL Nova Zelândia | +0.105    | SF    |
| 4    | Riyu Ohta         | JPN Japão         | +0.222    | SF    |
| 5    | Guo Yufang        | CHN China         | +0.298    |       |
| 6    | Kelsey Mitchell   | CAN Canadá        | +0.341    |       |

Bateria 3
| Pos. | Ciclista        | CON              | Intervalo | Notas |
| ---- | --------------- | ---------------- | --------- | ----- |
| 1    | Mathilde Gros   | FRA França       |           | SF    |
| 2    | Emma Hinze      | GER Alemanha     | +0.007    | SF    |
| 3    | Katy Marchant   | GBR Grã-Bretanha | +0.063    | SF    |
| 4    | Daniela Gaxiola | MEX México       | +0.138    | SF    |
| 5    | Mina Sato       | JPN Japão        | +0.164    |       |
| 6    | Lauriane Genest | CAN Canadá       | +0.271    |       |

### Semifinais
As três primeiras de cada bateria avançam para a final A e as restantes para a final B (fora da disputa por medalhas).
Bateria 1
| Pos. | Ciclista             | CON               | Intervalo | Notas |
| ---- | -------------------- | ----------------- | --------- | ----- |
| 1    | Ellesse Andrews      | NZL Nova Zelândia |           | FA    |
| 2    | Daniela Gaxiola      | MEX México        | +0.104    | FA    |
| 3    | Emma Finucane        | GBR Grã-Bretanha  | +0.157    | FA    |
| 4    | Steffie van der Peet | NED Países Baixos | +0.161    | FB    |
| 5    | Rebecca Petch        | NZL Nova Zelândia | +0.648    | FB    |
| 6    | Lea Friedrich        | GER Alemanha      | +2.750    | FB    |

Bateria 2
| Pos. | Ciclista          | CON               | Intervalo | Notas |
| ---- | ----------------- | ----------------- | --------- | ----- |
| 1    | Hetty van de Wouw | NED Países Baixos |           | FA    |
| 2    | Katy Marchant     | GBR Grã-Bretanha  | +0.056    | FA    |
| 3    | Emma Hinze        | GER Alemanha      | +0.101    | FA    |
| 4    | Nicky Degrendele  | BEL Bélgica       | +0.114    | FB    |
| 5    | Mathilde Gros     | FRA França        | +0.301    | FB    |
| 6    | Riyu Ohta         | JPN Japão         | +0.592    | FB    |

### Finais
Na final A são decididas as medalhistas e na final B as classificações finais do sétimo ao décimo segundo lugar.
Final B
| Pos. | Ciclista             | CON               | Intervalo | Notas |
| ---- | -------------------- | ----------------- | --------- | ----- |
| 7    | Lea Friedrich        | GER Alemanha      |           |       |
| 8    | Mathilde Gros        | FRA França        | +0.087    |       |
| 9    | Riyu Ohta            | JPN Japão         | +0.144    |       |
| 10   | Steffie van der Peet | NED Países Baixos | +0.167    |       |
| 11   | Nicky Degrendele     | BEL Bélgica       | +0.202    |       |
| 12   | Rebecca Petch        | NZL Nova Zelândia | +0.712    |       |

Final A
| Pos.              | Ciclista          | CON               | Intervalo | Notas |
| ----------------- | ----------------- | ----------------- | --------- | ----- |
| Medalha de ouro   | Ellesse Andrews   | NZL Nova Zelândia |           |       |
| Medalha de prata  | Hetty van de Wouw | NED Países Baixos | +0.062    |       |
| Medalha de bronze | Emma Finucane     | GBR Grã-Bretanha  | +0.092    |       |
| 4                 | Katy Marchant     | GBR Grã-Bretanha  | +0.181    |       |
| 5                 | Emma Hinze        | GER Alemanha      | +0.280    |       |
| 6                 | Daniela Gaxiola   | MEX México        | +0.457    |       |